# Минашин, Михаил Егорович
Михаи́л Его́рович Мина́шин (1921—1995) — советский и российский учёный-физик.
Ведущий научный сотрудник Физико-энергетического института. Доктор технических наук, профессор. Лауреат Государственной премии СССР (1970, за создание Белоярской АЭС). Заслуженный деятель науки и техники РСФСР (1994).

## Биография
Родился 12 октября 1921 года в селе Павелец Скопинского района Рязанской области.
Во время Второй мировой войны на территории СССР работал на строительстве оборонных объектов на Дальнем Востоке.
Окончил Московский энергетический институт (МЭИ). Однокурсниками Минашина по МЭИ были Борис Громов, Георгий Тошинский, Павел Ушаков, Марат Ибрагимов, Борис Буйницкий.
После окончания МЭИ получил распределение в Лабораторию «В» (позже — Физико-энергетический институт) и возглавил при научном руководителе проекта создания первой в мире Обнинской АЭС Дмитрии Блохинцеве подразделение, занимавшееся физичиескими и тепловыми расчётами реактора. Расчёты проводились на арифмометрах и механических счётных машинках. Сам Минашин предпочитал пользоваться обыкновенными деревянными счётами, которые в настоящее время хранятся в музее ФЭИ.
Присутствовал при запуске Обнинской АЭС.
Лауреат Государственной премии СССР (1970, за создание Белоярской АЭС).
В середине 1980-х годов был депутатом Обнинского городского совета народных депутатов и в значительной степени повлиял на наименование Самсоновского проезда в Обнинске, названного в целях сохранения названия деревни Самсоново, поглощённой городом.

## Награды и звания
Заслуженный деятель науки и техники РСФСР (1994). Награждён орденами Ленина (1984), Октябрьской революции (1976) и Трудового Красного Знамени (1956), золотвми (1970, 1975) и серебряной (1964) медалями ВДНХ.